# Pam Rose
Pam Rose är en amerikansk countrylåtskriverska. Hon har varit med i grupperna Calamity Jane och Kennedy Rose, båda gångerna tillsammans med Mary Ann Kennedy. Som låtskriverska tillsammans med andra har hon Grammynominerats för sångerna "Ring on Her Finger, Time on Her Hands" inspelad av Lee Greenwood och "I'll Still Be Loving You", inspelad av Restless Heart. Andra sånger skrivna av henne är "Safe in the Arms of Love", inspelad av Martina McBride, och "You Will" inspelad av Patty Loveless.
Hon har också skrivit musik till svenska countrysångerskan Jill Johnson.

### Fotnoter
1. 1 2  Whitburn, Joel (2008). Hot Country Songs 1944 to 2008. Record Research, Inc. sid. 74. ISBN 0-89820-177-2. Läst 6 oktober 2009
2. ↑  ”Jill Johnson flirtar med katastrofen”. Allehanda. 28 september 2011. Arkiverad från originalet den 4 mars 2016. https://web.archive.org/web/20160304061012/http://www.allehanda.se/noje/jill-johnson-flirtar-med-katastrofen. Läst 14 april 2014.